# Gaucelm Faidit
Gaucelm Faidit (vers 1150 - vers 1205) est l'un des troubadours les plus féconds de son temps.

## Biographie
Il est né à Uzerche dans une famille de petits bourgeois de la région du Limousin. Il prend pour femme une prostituée du nom de Guilhelma Monja, qui l'accompagne dans ses pérégrinations. À l'aise aussi bien dans la langue d'oc que dans la langue d'oïl, il fréquente les plus grandes cours d'Europe, notamment celle de Richard Cœur de Lion à Poitiers et celle de Geoffroy Plantagenêt en Bretagne.
Il aurait pris part à la quatrième croisade (1202 - 1204). Certains historiens disent qu'il serait revenu dans son Limousin natal vers 1203 pour y mourir quelque temps plus tard. Il aurait également voyagé en Provence, Bretagne, Lombardie et Hongrie.
Il reste de lui 65 chansons ainsi qu'une dizaine d'autres compositions d'attribution moins certaine. Son sujet de prédilection a été l'amour mais il a également chanté à propos de la quatrième croisade et de l'Orient. Sa composition la plus connue, Fortz chausa es, est une complainte (planh) sur la mort de Richard Coeur de Lion.
En son honneur, le collège d'Uzerche porte son nom.